# 鵝掌坦站
鵝掌坦站是广州地铁8号线的车站，位于中国广东省广州市白云区西槎路鵝掌坦大街口以北東側的地底，在2020年11月26日随8號線北延段开通而启用。

## 車站結構

### 車站樓層
本站共有两層。地面為车站各出入口，周边为西槎路、鵝掌坦大街、同康路、田心西路及附近建築；地下一層為站廳層；地下二層為8號綫月台。
與8號線北延段各站一樣，本站使用了玻璃幕板裝修車站。車站配色為橙色。
| 地下一层 | 站厅                       | 售票機、客服中心、商店、警务室、安检设施 |  |  |
| 地下二层 | 1 站台                     | █8号线 滘心方向（下站：同德）            |  |  |
|          | 岛式站台（卫生间、母婴室） |                                          |  |  |
|          | 2 站台                     | █8号线 万胜围方向（下站：西村）          |  |  |

### 站厅

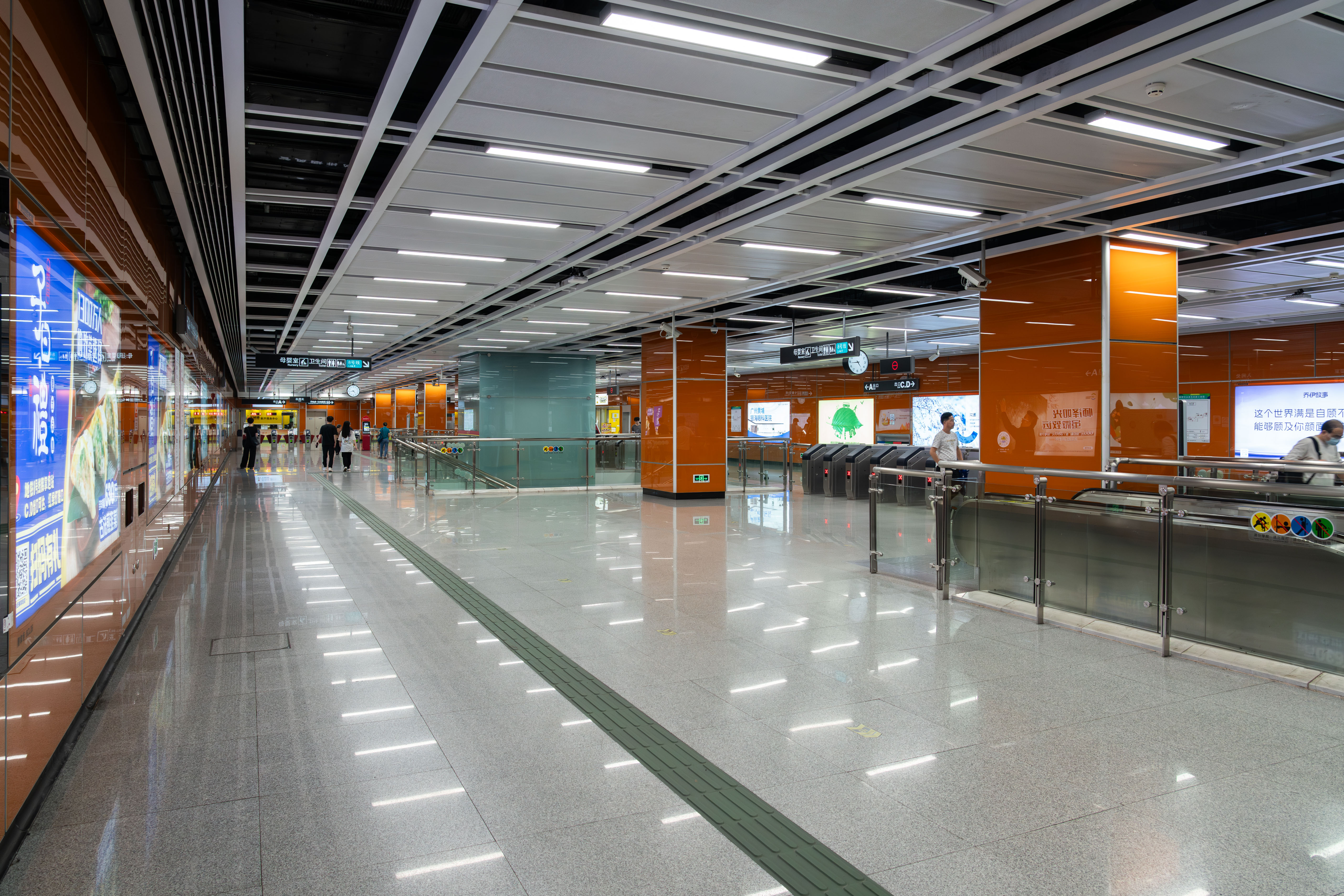
站厅

鵝掌坦站站厅設有售票機、自动售卡/充值机、客務中心。亦设有7-11便利店、自动售卖机等设施，同时在靠近A出入口通道旁设有羊城通客户服务中心。
为方便行人进出，鵝掌坦站站厅东侧被划分为收费区，收费区内设有多组扶手电梯，楼梯和一台专用电梯可供乘客前往月台层。

### 月台
本站將設有一個島式月台，位於西槎路鵝掌坦大街口以北東側地塊的地底。本站的卫生间和母婴室设于站台往滘心方向的尽头。

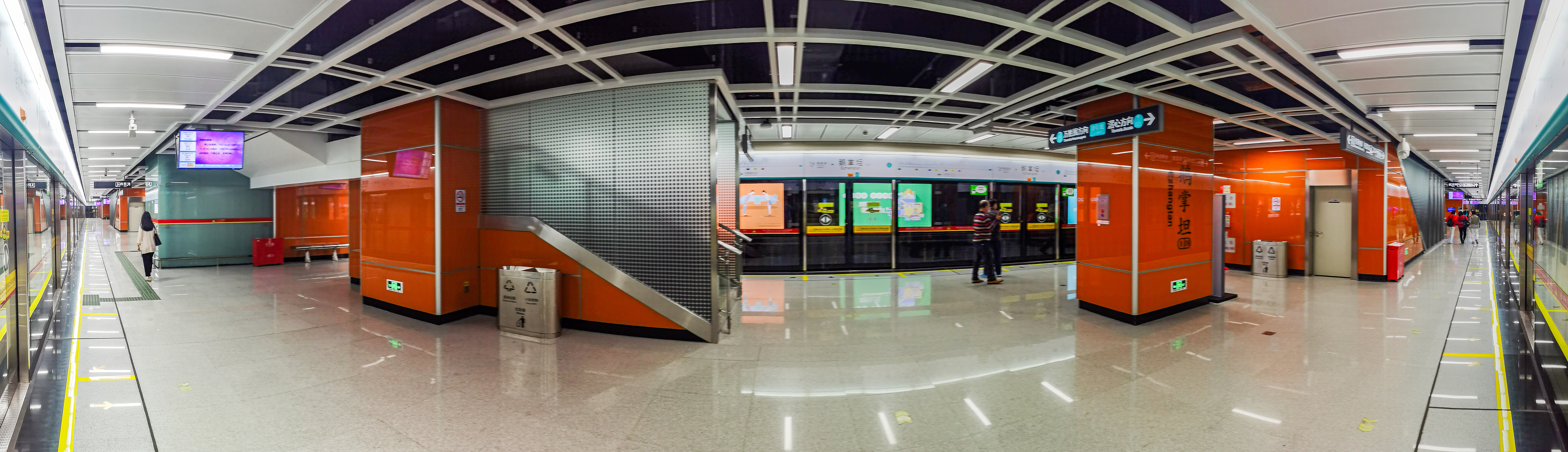
1号站台全景图

另外，本站北端設有一條單渡線。

### 出入口
鵝掌坦站目前设有3个出入口供乘客进出。本站最初只开放A、D出入口，且都在西槎路的东侧，道路另一侧居民需要过马路才能进入车站；2022年8月20日，位于西槎路西侧的C出入口也得以启用。
|                                           |                                                       |      |          | |
| 編號                                      | 设施                                                  | 照片 | 出口指示 | 建議前往的目的地 |
| A                                         | 盲道标志 · 升降机标志 · 无障碍通道标志 · 扶手电梯标志 |      | 西槎路   | 西湾路、鹅掌坦大街、西城·智汇PARK时尚创意社区、鹅掌坦公交车站（南行②、北行①）                                             |
| C                                         | 盲道标志 · 升降机标志 · 无障碍通道标志 · 扶手电梯标志 |      | 西槎路   | 同康路、鹅掌坦后街、明德街、广州市第六十五中学（明德校区）、鹅掌坦公交车站（南行①）、同德乡（地铁同德站）公交车站（南行） |
| D                                         | 扶手电梯标志                                          |      | 西槎路   | 田心西路、同德公园、鹅掌坦公交车站（北行②）、同德乡（地铁同德站）公交车站（北行）                                         |
| 註： 設有 \| 設有 \| 設有 \| 設有扶手電梯 |                                                       |      |          | |

## 接驳交通
鹅掌坦站附近的西槎路设有鹅掌坦公交车站。
| 公交线路 \| 编号 \| 编号 \| 线路 \| 线路 \| 线路 \| 收费 \| 备注 \| \| ------ \| ----- \| ------------------------ \| --------------------- \| ------------------------------ \| --------------------- \| --------------------- \| \| \| 17 \| 德星路（上下九步行街） \| ⇆ \| 凰岗（锦东服装城） \| 2元 \| \| \| \| 71 \| 芳村西塱 \| ⇆ \| 同德围（阳光花园） \| 2元 \| \| \| \| 80 \| 海印桥 \| ⇆ \| 同德围（金德苑） \| 2元 \| \| \| \| 134 \| 一德西 \| ⇆ \| 泽德花苑（市中医院同德围分院） \| 2元 \| \| \| \| 179 \| 上步 \| ⇆ \| 白云山制药厂 \| 2元 \| \| \| \| 212 \| 已于2024年7月14日停办 \| 已于2024年7月14日停办 \| 已于2024年7月14日停办 \| 已于2024年7月14日停办 \| 已于2024年7月14日停办 \| \| \| 215 \| 东山龟岗（中共三大会址） \| 主线 ⇆ \| 同德围（教师新村） \| 2元 \| \| \| 长线 → \| 215 \| 东山龟岗（中共三大会址） \| 麗康居 \| \| 2元 \| \| \| \| 238 \| 康王路（上下九） \| ⇆ \| 石井潭村 \| 2元 \| \| \| \| 241 \| 同德围（丽康居） \| ⇆ \| 金湖雅苑 \| 3元 \| \| \| \| 524 \| 黄石路 \| ⇆ \| 广州火车站（草暖公园） \| 2元 \| \| \| \| 527 \| 广州白云站 \| ⇆ \| 石溪 \| 2元 \| \| \| \| 543 \| 已于2023年6月25日停办 \| 已于2023年6月25日停办 \| 已于2023年6月25日停办 \| 已于2023年6月25日停办 \| 已于2023年6月25日停办 \| \| \| 545 \| 珠江新城 \| ⇆ \| 泽德花苑（市中医院同德围分院） \| 2元 \| \| \| \| 729 \| 地鐵西村站 \| ↻ \| 地鐵西村站 \| 2元 \| \| \| \| 731 \| 西湾路（唐宁花园） \| ↺ \| 松南路 \| 2元 \| \| \| \| 832 \| 滘口客运站 \| ⇆ \| 白云山制药厂 \| 3元 \| \| \| \| 975 \| 雲城南二路 \| ⇆ \| 西灣路（唐寧花園） \| 2元 \| \| \| \| 夜2 \| 陈家祠（中山七路） \| ⇆ \| 石潭西路口 \| 3元 \| 17路附属线路 \| \| \| 夜15 \| 同德围（横滘村） \| ⇆ \| 广州火车东站 \| 3元 \| 71路附属线路 \| \| \| 夜21 \| 东山龟岗（中共三大会址） \| ⇆ \| 石井潭村 \| 3元 \| 215路附属线路 \| \| \| 夜80 \| 地铁西村站 \| ⇆ \| 石马公交场 \| 3元 \| 21路附属线路 \| \| \| 夜120 \| 西湾路（唐宁花园） \| ⇆ \| 石溪 \| 3元 \| 527路附属线路 \| |       |                          |                       |                                |                       |                       |
| 编号 | 编号  | 线路                     | 线路                  | 线路                           | 收费                  | 备注                  |
| | 17    | 德星路（上下九步行街）   | ⇆                     | 凰岗（锦东服装城）             | 2元                   |                       |
| | 71    | 芳村西塱                 | ⇆                     | 同德围（阳光花园）             | 2元                   |                       |
| | 80    | 海印桥                   | ⇆                     | 同德围（金德苑）               | 2元                   |                       |
| | 134   | 一德西                   | ⇆                     | 泽德花苑（市中医院同德围分院） | 2元                   |                       |
| | 179   | 上步                     | ⇆                     | 白云山制药厂                   | 2元                   |                       |
| | 212   | 已于2024年7月14日停办    | 已于2024年7月14日停办 | 已于2024年7月14日停办          | 已于2024年7月14日停办 | 已于2024年7月14日停办 |
| | 215   | 东山龟岗（中共三大会址） | 主线 ⇆                | 同德围（教师新村）             | 2元                   |                       |
| 长线 → | 215   | 东山龟岗（中共三大会址） | 麗康居                |                                | 2元                   |                       |
| | 238   | 康王路（上下九）         | ⇆                     | 石井潭村                       | 2元                   |                       |
| | 241   | 同德围（丽康居）         | ⇆                     | 金湖雅苑                       | 3元                   |                       |
| | 524   | 黄石路                   | ⇆                     | 广州火车站（草暖公园）         | 2元                   |                       |
| | 527   | 广州白云站               | ⇆                     | 石溪                           | 2元                   |                       |
| | 543   | 已于2023年6月25日停办    | 已于2023年6月25日停办 | 已于2023年6月25日停办          | 已于2023年6月25日停办 | 已于2023年6月25日停办 |
| | 545   | 珠江新城                 | ⇆                     | 泽德花苑（市中医院同德围分院） | 2元                   |                       |
| | 729   | 地鐵西村站               | ↻                     | 地鐵西村站                     | 2元                   |                       |
| | 731   | 西湾路（唐宁花园）       | ↺                     | 松南路                         | 2元                   |                       |
| | 832   | 滘口客运站               | ⇆                     | 白云山制药厂                   | 3元                   |                       |
| | 975   | 雲城南二路               | ⇆                     | 西灣路（唐寧花園）             | 2元                   |                       |
| | 夜2   | 陈家祠（中山七路）       | ⇆                     | 石潭西路口                     | 3元                   | 17路附属线路          |
| | 夜15  | 同德围（横滘村）         | ⇆                     | 广州火车东站                   | 3元                   | 71路附属线路          |
| | 夜21  | 东山龟岗（中共三大会址） | ⇆                     | 石井潭村                       | 3元                   | 215路附属线路         |
| | 夜80  | 地铁西村站               | ⇆                     | 石马公交场                     | 3元                   | 21路附属线路          |
| | 夜120 | 西湾路（唐宁花园）       | ⇆                     | 石溪                           | 3元                   | 527路附属线路         |

## 歷史
在1997年的《廣州市城市快速軌道交通線網規劃研究（最終報告）》中，當時的4號線在增埗公園附近設有一站。而在2003年的廣州市軌道交通線網規劃當中，该线輾轉成為8號線的一部分，同時該站被移至增埗河對岸的鵝掌坦地區，大致位於本站現時位置以南。最終本站被確定為8號線北延段的一站進行建設。2016年12月2日，廣州市民政局公示8號線北延段初定名，本站名稱沒有變化。
施工方于2013年7月进场施工，期间经历拆迁困难及方案调整，最终于2015年6月动工建设。2020年9月30日，车站三权移交予运营方；11月26日，随8号线北段开通运营而启用。2022年8月20日，C口建成开放。
2022年疫情期间，本站曾多次受防控措施影响而需要调整服务。4月疫情期间，本站于4月15日20时至4月23日10时暂停运营；10-11月疫情期间，本站于11月21日至27日暂停运营。

### 增埗站
原規劃中鵝掌坦站位於鹅掌坦村广州交通集团的货运仓库区内。该地塊为中国水产科学研究院所拥有，但其拒绝了征地拆迁请求，因此當時的鵝掌坦站被迫取消，改為在增埗河對岸荔湾区增埗公園附近设增埗站。后由于鹅掌坦一带居民诉求强烈，同德街道亦主动另觅车站用地并配合拆遷，加上该方案获时任市长陈建华支持，鹅掌坦站得以重新設置，但较原位置北移了約320米。
增埗站原可配合橫跨石井河的市政橋樑，同時服務增埗村以及富力桃園附近一帶。鵝掌坦站恢复設置後，增埗站被撤銷，而北移后的车站只能服務鵝掌坦村一帶。富力桃園小區居民曾呼籲保留增埗站，以方便出行，但最终只有鵝掌坦站得以落實進行建設。